# Ротов Олександр Сергійович
Олександр Сергійович Рóтов — потомствений будівельник, Заслужений будівельник України, громадський та політичний діяч, засновник і керівник Інвестиційно-будівельної Групи компаній «ГЕРЦ», Голова Ради директорів Конфедерації будівельників України, сенатор Європейського економічного Сенату, третєйський суддя, Почесний консул Республіки Хорватії в Україні.
Народився в 1949 році у місті Маріуполь Донецької області у родині Сергія Михайловича та Марини Лєонтьєвни.
Громадянин України. Мешкає у м. Києві з 2008 року.
Фах інженера-будівельника отримав у Донецькому політехнічному інституті на факультеті «Промислове та цивільне будівництво» у 1971 році.

### Кар'єра
- Трудову діяльність розпочав у 1971 році. Пройшов шлях від майстра до директора заводу будівельних матеріалів.
- З 1990 року по 2006 рік — генеральний директор сумісного українсько-хорватського підприємства "ГЕРЦ"інко.
- З 2006 року по теперішній час — Президент Інвестиційно-будівельної Групи компаній «ГЕРЦ»[1],[2]

### Громадська та політична діяльність
- Депутат міської Ради м. Донецька XXIV скликання.
- Член експертної групи комітету Верховної Ради України з питань будівництва, містобудування та житлового господарства.
- Голова комітету Торгово-промислової Палати України з питань підприємництва в сфері будівництва[3]
- У 2011 році обраний сенатором Європейського економічного Сенату від України. Напрямок дії: ахітектура та урбанізація міст[4].
- У 2012 році на основі Консульского Патенту та Віденської Конвенції визнаний Почесним консулом Республіки Хорватії в Україні[5].
- У 2012 році обраний головою Ради директорів Конфедерації будівельників України[6].
- У 2014 році одержав статус третєйського судді при постійно діючому третєйському суді «Будівельний»[7]
- Генерал-отаман, польовий гетьман Українського Козацтва.

### Родина
- Дружина Галина Вікторівна (нар.в 1947 р.) — засновник та директор Туристичної фірми «Роял Вояж», член президії Асоціації лідерів туристичного бізнесу України.
- Донька Анастасія (нар.в 1971 р.) — лікар.
- Син Олександр (нар.в 1975 р.) — будівельник, український бізнесмен.
- Онуки: Олександр, Михайло, Єлизавета, Аліса, Клім.

### Нагороди
- Заслужений будівельник України[8]
- Кавалер орденів Української Православної Церкви: Володимира I, II та III ступенів, Христа Спасителя, Козацького Хреста I та II ступенів.
- Кавалер ордену Миколи Чудотворця за благодійність.
- Кавалер нагороди Золотий Ягуар за бездоганну репутацію в бізнесі (січень 2008 р.).
- 11 лютого 2008 р. благословенням Святійшого Патріарха України Філарета Олександру Ротову та його нашадкам стверджений титул Графа і право на родовий герб.
- Кавалер нагороди Знак народної пошани «Золота зірка» героя українського народу від 17 грудня 2020 року N1220/7